# Канелаш і Фермелан
Кане́лаш і Фермела́н (порт. Canelas e Fermelã; МФА: [kɐ.ˈne.ɫɐz i fɨɾ.mɨ.ˈɫɐ̃]) — парафія в Португалії, в муніципалітеті Ештаррежа. Складова округу Авейру.  Входить до регіону Центр. За старим адміністративним поділом, що був чинним до 1976 року, територія парафії належала провінції Берегова Бейра. Заснована 28 січня 2013 року. Площа парафії — 23,02 км², населення — 2770 ос. (2011), густота населення — 120,33 осіб/км²
. Патрон — святі Тома і Михаїл. Поштовий індекс — 3864. Код  — 010809.
```
Сформована із колишніх парафій 
Канелаш
 і 
Фермелан
.
```

## Географія

Ештаррежа (2013)
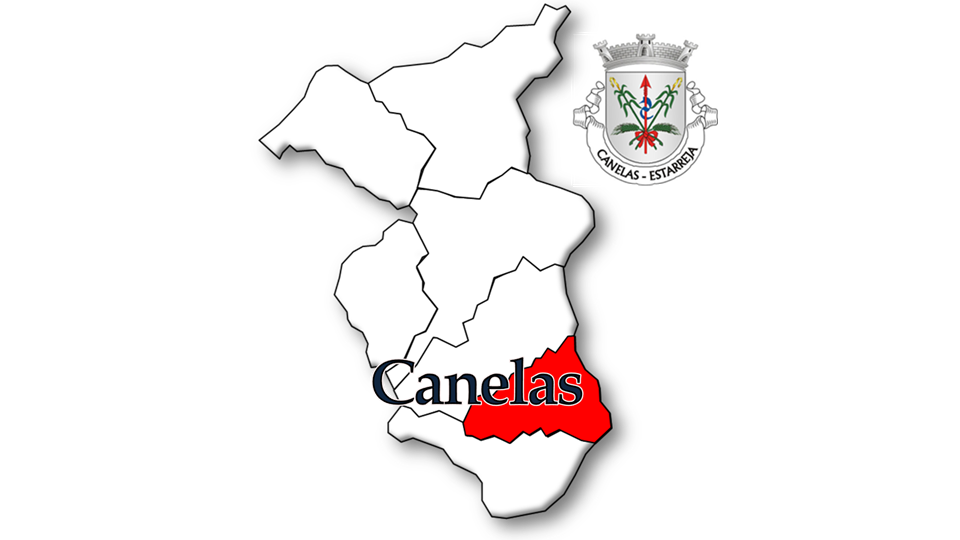
Канелаш
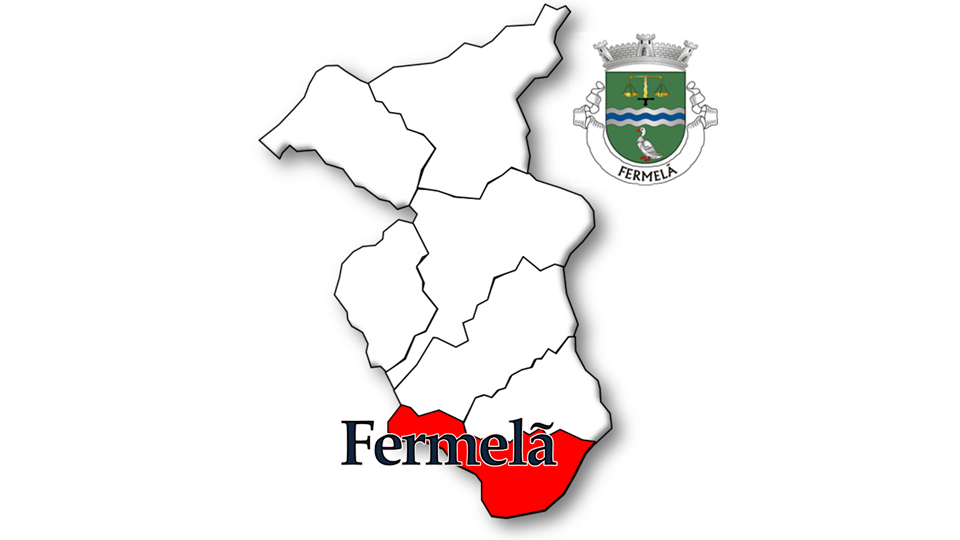
Фермелан

## Населення
| 2011 |
| 2770 |